# Comviq
Comviq (originariamente Comvik) è un marchio svedese di schede telefoniche ricaricabili nonché gestore telefonico mobile, interamente controllato da Tele2 e che opera attraverso la rete Tele2s. Il funzionamento delle originali schede Comvik è stato il modello inizialmente adottato dalle due società quotate in borsa quali Tele2 e Millicom.
Nel 1981 nacque come gestore di telefonia mobile chiamato Comvik iniziando a fornire servizi di telefonia mobile. La società cambio nome nel 1988 quando ottenne la licenza sul GSM e iniziò a fornirlo nel 1992. Nel 1997 la società si fuse ad altre due quali Kabelvision e Tele2 utilizzando il marchio Tele2 nei servizi di telefonia di rete fissa e Comviq nei servizi di telefonia mobile.